# Стадион ФК Смедерево
Стадион ФК Смедерево (раније стадион ФК Сартид; познат и као Тврђава) је фудбалски стадион у Смедереву, на којем игра ФК Смедерево 1924. У садашњем облику објекат се састоји од фудбалског терена, четири трибине, два полукружна објекта и зграда свлачионице у подтрибинском простору северне трибине. Објекат је облика „затворене шкољке“ са укупним бројем 17.200 седећих места.

## Историја
Стадион је грађен од 1993. до 2000. да би добио данашњи облик. Зграде свлачионице изграђене су од 1993. до 1994, јужна и доњи део источне 1996, западна трибина и куле 1998, горњи део источне 1999, а главни терен и северна трибина 2000.

## Утакмице репрезентације
Фудбалска репрезентација СР Југославије је на овом стадиону одиграла једну утакмицу.
| #                          | Датум           | Такмичење   | Противник | Резултат  | Гледалаца |
| -------------------------- | --------------- | ----------- | --------- | --------- | --------- |
| СР Југославија (1992–2003) |                 |             |           |           |           |
| 1.                         | 17. април 2002. | Пријатељска | Литванија | 4:1 (2:1) | 15.000    |

Такође је био домаћин утакмице рагби лига Европског купа 25. октобра 2009. између Србије и Велса (8:88).
Био је домаћин многих утакмица младе фудбалске репрезентације Србије, као и женске репрезентације.